# Gmina Labinot-Fushë
Gmina Labinot-Fushë (alb. Komuna Labinot-Fushë) – gmina  położona w środkowej części Albanii. Administracyjnie należy do okręgu Elbasan w obwodzie Elbasan. W 2011 roku populacja gminy wynosiła 7058 w tym 3475 kobiet oraz 3583 mężczyzn, z czego Albańczycy stanowili 96,22% mieszkańców.
W skład gminy wchodzi sześć miejscowości: Labinot-Fushë, Griqan i Sipërm, Griqan i Poshtëm, Godolesh, Xibrakë, Mengël.